# واکسیناسیون کووید ۱۹ در بریتانیا

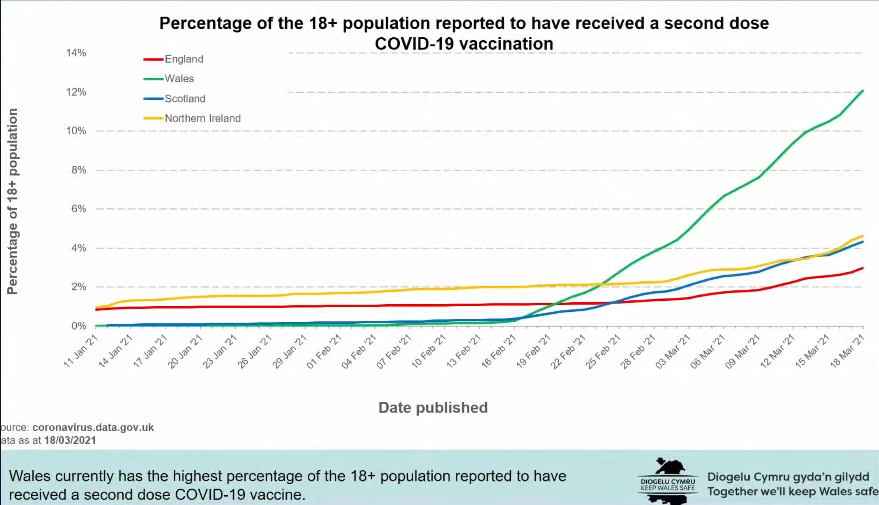
درصد ۱۸+ جمعیت گزارش شده‌است که واکسیناسیون COVID-19 دوم را توسط کشور دریافت کرده‌اند. ۱۹ مارس ۲۰۲۱

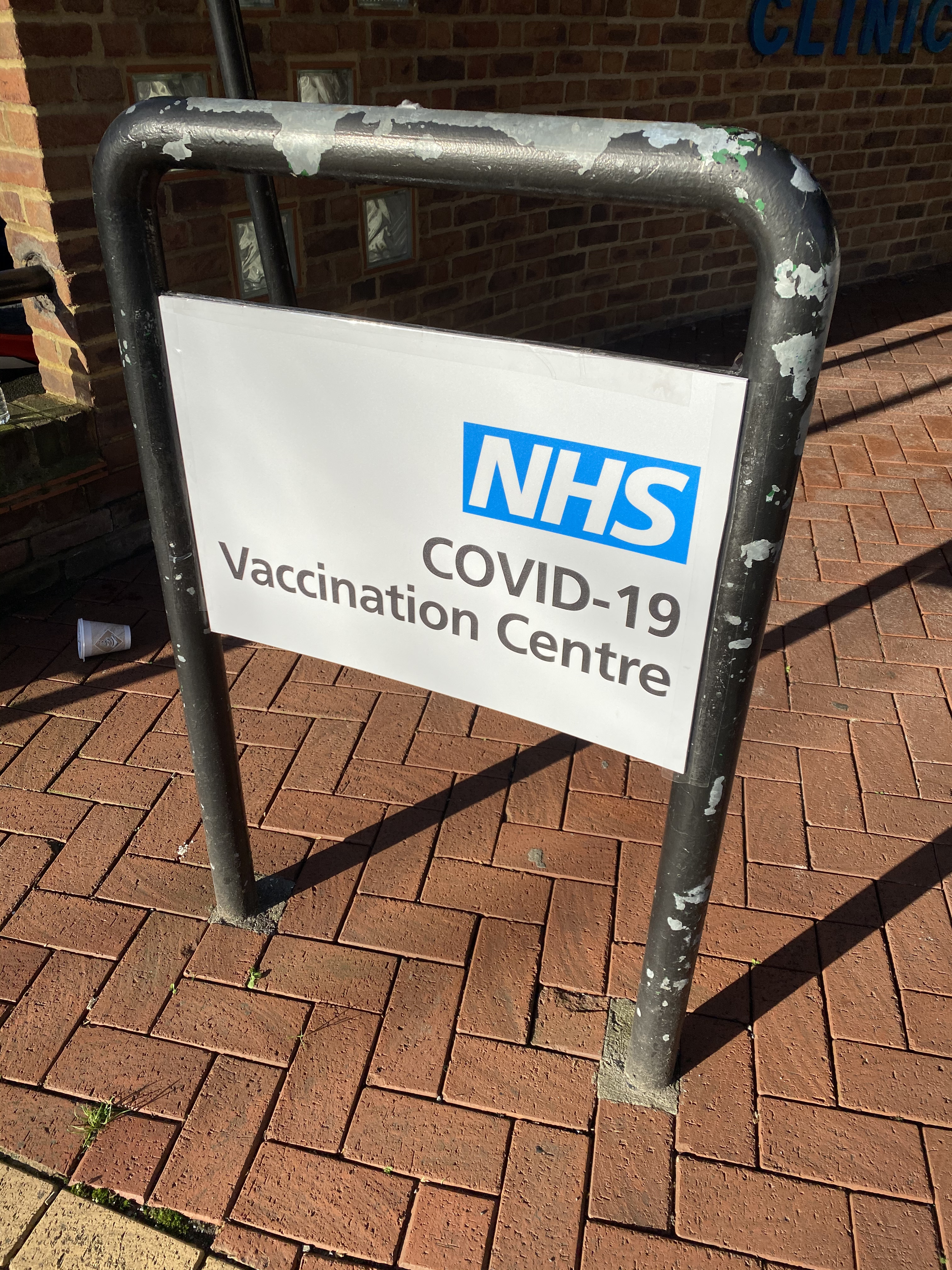
مراکز واکسیناسیون با GP تا ۱۵ دسامبر سال ۲۰۲۰ در حال فعالیت بودند

واکسیناسیون کروناویروس ۲۰۱۹ در بریتانیا اولین کمپین ایمن‌سازی دسته جمعی در جهان برای محافظت در برابر کروناویروس سندرم حاد تنفسی ۲ با استفاده از واکسن‌هایی است که در پاسخ به دنیاگیری کووید-۱۹ در بریتانیا ساخته شده‌است.
واکسیناسیون از ۸ دسامبر ۲۰۲۰ آغاز شد. این دو واکسن که در حال حاضر استفاده می‌شود با مشارکت فایزر و بیوان‌تک (واکسن کووید-۱۹ فایزر–بیوان‌تک) و دانشگاه آکسفورد و آسترازنکا (واکسن کووید-۱۹ آکسفورد-آسترازنکا) ساخته شده‌است. سومین مورد تأیید شده اما هنوز اجرایی نشده توسط مدرنا (واکسن کووید-۱۹ مدرنا) ساخته شد. تا تاریخ ۷ فوریه ۲۰۲۱، پنج واکسن دیگر COVID-19 به سفارش این برنامه، در مراحل مختلف توسعه وجود دارد.
در این برنامه براساس سن، مرحله ۱ از عرضه آسیب پذیرترین افراد است. دریافت دوزهای دوم به تأخیر انداخته شد تا افراد بیشتری بتوانند اولین دوز خود را دریافت کنند. هدف برای دادن هر دوز به ۱۵ میلیون نفر در چهار گروه اولویت اول تا اواسط فوریه ۲۰۲۱ در ۴ ژانویه ۲۰۲۱ اعلام شد و در ۱۴ فوریه این امر محقق شد. انتظار می‌رود تا ۱۵ آوریل به پنج گروه بعدی واکسن داده شود، به این معنی که در آن زمان ۳۲ میلیون دوز تجویز می‌شود.
سایت‌های واکسیناسیون شامل اقدامات پزشک عمومی، خانه‌های مراقبت و داروخانهها و همچنین بیمارستان‌ها است. تا تاریخ ۲۶ مارس ۲۰۲۱، ۱۷۶۷ سایت واکسیناسیون در انگلستان فعالیت داشتند. از ۱۶ مارس، ۵۶۳ سایت واکسیناسیون در ولز وجود داشت. سایتهای بیشتر، از جمله مکان‌های بزرگ مانند استادیوم ورزشی، از ۱۱ ژانویه ۲۰۲۱ با هفت مرکز واکسیناسیون گسترده در انگلیس و هفت مرکز در ولز وارد برنامه شدند.
راهنمای جدیدی برای مبتلایان به آلرژی ، آزمایش آنتی‌بادی و نسخه جدید SARS-CoV-2 (کرونای انگلیسی) در طول برنامه صادر شده‌است.
این برنامه همچنین شامل تهیه واکسن برای سرزمین‌های برون مرزی انگلیس و جزیره‌های وابسته به تاج‌وتخت بریتانیا است.